# Copa del Mundo de Esquí Alpino de 2020-21
La Copa del Mundo de Esquí Alpino de 2020-21 es la 55.ª edición de este evento, comenzó el 17 de octubre de 2019 y termina el 21 de marzo de 2021, bajo la organización de la Federación Internacional de Esquí.

## Hombres

### Resultados
| Fecha                   | Localidad              | Tipo | Ganador           | Segundo              | Tercero          |
| ----------------------- | ---------------------- | ---- | ----------------- | -------------------- | ---------------- |
| 18 de octubre de 2020   | Sölden                 | GS   | Lucas Braathen    | Marco Odermatt       | Gino Caviezel    |
| 27 de noviembre de 2020 | Lech am Arlberg        | SL   | Alexis Pinturault | Henrik Kristoffersen | Alexander Schmid |
| 5 de diciembre de 2020  | Val-d'Isère            | GS   | Bandera de ?      | Bandera de ?         | Bandera de ?     |
| 6 de diciembre de 2020  | Val-d'Isère            | GS   | Bandera de ?      | Bandera de ?         | Bandera de ?     |
| 12 de diciembre de 2020 | Val-d'Isère            | DH   | Bandera de ?      | Bandera de ?         | Bandera de ?     |
| 13 de diciembre de 2020 | Val-d'Isère            | SG   | Bandera de ?      | Bandera de ?         | Bandera de ?     |
| 18 de diciembre de 2020 | Val Gardena            | SG   | Bandera de ?      | Bandera de ?         | Bandera de ?     |
| 19 de diciembre de 2020 | Val Gardena            | DH   | Bandera de ?      | Bandera de ?         | Bandera de ?     |
| 20 de diciembre de 2020 | Alta Badia             | GS   | Bandera de ?      | Bandera de ?         | Bandera de ?     |
| 21 de diciembre de 2020 | Alta Badia             | SL   | Bandera de ?      | Bandera de ?         | Bandera de ?     |
| 22 de diciembre de 2020 | Madonna di Campiglio   | SL   | Bandera de ?      | Bandera de ?         | Bandera de ?     |
| 28 de diciembre de 2020 | Bormio                 | DH   | Bandera de ?      | Bandera de ?         | Bandera de ?     |
| 29 de diciembre de 2020 | Bormio                 | SG   | Bandera de ?      | Bandera de ?         | Bandera de ?     |
| 6 de enero de 2021      | Zagreb                 | SL   | Bandera de ?      | Bandera de ?         | Bandera de ?     |
| 8 de enero de 2021      | Adelboden              | GS   | Bandera de ?      | Bandera de ?         | Bandera de ?     |
| 9 de enero de 2021      | Adelboden              | GS   | Bandera de ?      | Bandera de ?         | Bandera de ?     |
| 10 de enero de 2021     | Adelboden              | SL   | Bandera de ?      | Bandera de ?         | Bandera de ?     |
| 15 de enero de 2021     | Wengen                 | DH   | Bandera de ?      | Bandera de ?         | Bandera de ?     |
| 16 de enero de 2021     | Wengen                 | DH   | Bandera de ?      | Bandera de ?         | Bandera de ?     |
| 17 de enero de 2021     | Wengen                 | SL   | Bandera de ?      | Bandera de ?         | Bandera de ?     |
| 22 de enero de 2021     | Kitzbühel              | SG   | Bandera de ?      | Bandera de ?         | Bandera de ?     |
| 23 de enero de 2021     | Kitzbühel              | DH   | Bandera de ?      | Bandera de ?         | Bandera de ?     |
| 24 de enero de 2021     | Kitzbühel              | SL   | Bandera de ?      | Bandera de ?         | Bandera de ?     |
| 26 de enero de 2021     | Schladming             | SL   | Bandera de ?      | Bandera de ?         | Bandera de ?     |
| 30 de enero de 2021     | Chamonix               | SL   | Bandera de ?      | Bandera de ?         | Bandera de ?     |
| 31 de enero de 2021     | Chamonix               | SL   | Bandera de ?      | Bandera de ?         | Bandera de ?     |
| 5 de febrero de 2021    | Garmisch-Partenkirchen | SG   | Bandera de ?      | Bandera de ?         | Bandera de ?     |
| 6 de febrero de 2021    | Garmisch-Partenkirchen | DH   | Bandera de ?      | Bandera de ?         | Bandera de ?     |
| 27 de febrero de 2021   | Bansko                 | GS   | Bandera de ?      | Bandera de ?         | Bandera de ?     |
| 28 de febrero de 2021   | Bansko                 | GS   | Bandera de ?      | Bandera de ?         | Bandera de ?     |
| 6 de marzo de 2021      | Kvitfjell              | DH   | Bandera de ?      | Bandera de ?         | Bandera de ?     |
| 7 de marzo de 2020      | Kvitfjell              | SG   | Bandera de ?      | Bandera de ?         | Bandera de ?     |
| 13 de marzo de 2021     | Kranjska Gora          | GS   | Bandera de ?      | Bandera de ?         | Bandera de ?     |
| 14 de marzo de 2021     | Kranjska Gora          | SL   | Bandera de ?      | Bandera de ?         | Bandera de ?     |
| 17 de marzo de 2020     | Lenzerheide            | DH   | Bandera de ?      | Bandera de ?         | Bandera de ?     |
| 18 de marzo de 2020     | Lenzerheide            | SG   | Bandera de ?      | Bandera de ?         | Bandera de ?     |
| 20 de marzo de 2021     | Lenzerheide            | GS   | Bandera de ?      | Bandera de ?         | Bandera de ?     |
| 21 de marzo de 2021     | Lenzerheide            | SL   | Bandera de ?      | Bandera de ?         | Bandera de ?     |

Leyenda:DH = descenso, SG = supergigante, GS = eslalon gigante, SL = eslalon especial, KB = combinada, PR = eslalon paralelo

### Clasificación generalTop 5
(Actualizada tras la prueba del 18 de octubre)
| Pos. | tras 1 de 38 carreras | Puntos |
| ---- | --------------------- | ------ |
| 1    | Lucas Braathen        | 100    |
| 2    | Marco Odermatt        | 80     |
| 3    | Gino Caviezel         | 60     |
| 4    | Alexis Pinturault     | 50     |
| 5    | Loic Meillard         | 45     |

## Mujeres

### Resultados
| Fecha                   | Localidad | Tipo | Ganadora      | Segunda           | Tercera               |
| ----------------------- | --------- | ---- | ------------- | ----------------- | --------------------- |
| 17 de octubre de 2020   | Sölden    | GS   | Marta Bassino | Federica Brignone | Petra Vlhová          |
| 21 de noviembre de 2020 | Levi      | SL   | Petra Vlhová  | Mikaela Shiffrin  | Katharina Liensberger |
| 22 de noviembre de 2020 | Levi      | SL   | Bandera de ?  | Bandera de ?      | Bandera de ?          |

### Clasificación generalTop 5
| Pos. | tras 2 de 34 carreras | Puntos |
| ---- | --------------------- | ------ |
| 1    | Petra Vlhová          | 160    |
| 2    | Marta Bassino         | 113    |
| 3    | Michelle Gisin        | 95     |
| 4    | Mikaela Shiffrin      | 80     |
| 4    | Federica Brignone     | 80     |